# Vydra malá
Vydra malá či vydra asijská (Aonyx cinerea) je nejmenší druh vydry na světě.
Tato půvabná vydra obývá převážně mangrové bažiny a sladkovodní mokřiny v Bangladéši, jižní Indii, Číně, Tchaj-wanu, Indočíně, Poloostrovní Malajsie, Indonésie a ve Filipínách, kde preferuje život poblíž vody.
Plně dospělé vydry měří přibližně 0,9 m od čenichu až k ocasu a dosahují hmotnosti do 5 kg. Živí se drobnými vodními živočichy, jako jsou ryby, žáby, krabi, raci nebo korýši.
Vydra malá má tmavou, většinou tmavě hnědou srst, která může být po namočení zbarvena i do černa. Obzvlášť nápadné jsou jejich přední končetiny, na kterých se drápy neprodlužují nad masitými koncovými vycpávkami. To jim umožňuje skvěle zvládat koordinaci při lovu své kořisti ve vodě.
Vydra malá žije ve skupinách, tvořených z početných rodin.
Kvůli pokračující lokalitní ztrátě, znečištění vod a lovu v některých oblastech je vydra malá ohodnocena v Červeném seznamu IUCN jako zranitelný druh.
Tento druh byl dříve nesprávně považován za jediného člena rodu Amblonyx, ale následná DNA analýza (provedená Koepfliem a Wayneem v roce 1998) prokázala, že patří do rodu Aonyx. Problémy se vyskytly i v pojmenování druhu, což mělo za následek, že jsme se dříve mohli setkat i s latinským názvem Aonyx cinereus nebo Aonyx cinierea. Nicméně aktuální vědecký název je Aonyx cinereus, ačkoli se i v dnešní době můžeme setkat s názvem Aonyx cinerea.